# Levítico
Levítico (do grego Λευιτικόν, "Leuitikon", do original hebraico "torat kohanim") é o terceiro livro da Bíblia hebraica (em hebraico:  וַיִּקְרָא, "Vaicrá" - "Chamado por Deus") e do Antigo Testamento cristão. O termo em português é derivado do latim "Leviticus", emprestado do grego, e é uma referência aos levitas, a tribo de Aarão, os primeiros sacerdotes judaicos ("kohanim"). Endereçado a todo o povo de Israel (Levítico 1:2), o livro contém algumas passagens específicas para os sacerdotes (Levítico 6:8, por exemplo). A maioria de seus capítulos (1-7; 11-27) são discursos de Deus no monte Sinai a Moisés, que recebeu a missão de repeti-las aos israelitas, durante o Êxodo (Êxodo 19:1). O Livro do Êxodo narra como Moisés liderou os israelitas na construção do Tabernáculo (caps. 35-40), que era uma tenda que servia como "templo" móvel dos judeus durante a jornada pelo deserto, com base nas instruções de Deus (25-31). Seguindo a narrativa no Levítico, Deus conta aos israelitas e a seus sacerdotes como realizar as ofertas no Tabernáculo e como se portar enquanto estavam acampados à volta da tenda do santuário. Os eventos no Levítico ocorreram durante o período de trinta a quarenta e cinco dias entre o fim da construção do Tabernáculo (Êxodo 40:17) e a despedida dos israelitas do Sinai (Números 1:1, Números 10:11).
As instruções no Levítico enfatizam práticas rituais, legais e morais ao invés de crenças. Mesmo assim, elas refletem a visão de mundo da história da criação em Gênesis, quando Deus revela o desejo de viver entre os homens. O livro ensina que a realização fiel dos rituais no santuário tem o poder de tornar isto possível se o povo se mantiver longe do pecado e das impurezas sempre que possível. Os rituais, especialmente os relativos ao pecado e as oferendas decorrentes, são formas de se obter o perdão (caps. 4-5) e a purificação das impurezas (11-16) para que Deus possa continuar a viver no Tabernáculo.

## Autoria
A visão tradicional é que o Levítico foi escrito por Moisés — ou que o material nele remonta à sua época —, mas pistas internas sugerem que o livro foi escrito muito mais tarde na história de Israel e se completo ou no final do Reino de Judá, no fim do século VII a.C., ou no período do cativeiro na Babilônia e logo depois, nos séculos VI e V a.C.. Os estudiosos debatem se ele foi escrito primordialmente para a liturgia judaica no exílio, centrada na leitura e na pregação, ou se para instruir os fieis nos templos de Jerusalém e da Samaria. Seja como for, eles são praticamente unânimes ao afirmar que o livro levou um período longo de tempo para se desenvolver e, embora ele contenha material de considerável antiguidade, o Levítico atingiu seu formato atual durante o período persa (538–332 a.C.).

## Sumário
Os capítulos um a cinco descrevem os vários sacrifícios do ponto de vista dos ofertantes, destacando o papel dos sacerdotes na lida do sangue. Os capítulos seis e sete tratam do mesmo tema, mas do ponto de vista do sacerdote, que, como o responsável pelo sacrifício de fato e por dividi-los em pedaços, precisa saber como o procedimento deve ser realizado. Os sacrifícios devem ser divididos entre Deus, o sacerdote e os ofertantes, embora, em alguns casos, o sacrifício todo deva ser entregue a Deus em uma única parte — a porção de Deus era queimada até virar cinzas.
Os capítulos oito a dez descrevem a consagração de Aarão e seus filhos por Moisés como os primeiros sacerdotes ("kohanim"), os primeiros sacrifícios e a destruição de dois dos filhos de Aarão (Nadabe e Abiú) por Deus por ofensas rituais. O objetivo destes capítulos é sublinhar o sacerdócio no altar (os responsáveis pelo sacrifício) como um privilégio aaronita e também os perigos e responsabilidades inerentes à posição.
Com o sacerdócio e os rituais de oferta estabelecidos, os capítulos onze a quinze instruem os leigos sobre a pureza (ou "limpeza"). Comer certos animais resulta em impureza assim como dar a luz; certas doenças de pele (não todas) são impuras, assim como são certas condições de construções e roupas (como mofo e similares); líquidos genitais, incluindo o sangue menstrual e a gonorreia masculina, são impuros. O racional por detrás das regras alimentares é obscuro, mas o princípio central inerente a todas essas condições envolve a perda de uma "força vital", geralmente (mas não sempre) através do sangue.
O capítulo dezesseis do Levítico é sobre o Dia do Perdão ("Yom Kipur"), o único dia no qual o sumo-sacerdote pode entrar na parte mais sagrada do santuário, o Santo dos Santos. Ele deve sacrificar um touro pelos pecados dos sacerdotes e um bode pelos pecados dos leigos. Um segundo bode deve ser enviado para o deserto (para "Azazel") levando os pecados de todo o povo. É possível que Azazel seja um demônio do deserto, mas sua identidade é obscura.
Os capítulos dezessete a vinte e seis compõem o "Código da Santidade". Ele começa com a proibição de todo o abate de animais fora do Templo, mesmo para comer, e em seguida proíbe uma longa lista de contatos sexuais e, especialmente, o sacrifício de crianças. Os mandamentos de "santidade" que emprestam seu nome ao código começam na seção seguinte: penalidades são impostas para a adoração a Moloque, a consulta a médiuns e magos, o amaldiçoamento dos pais e as relações sexuais ilegais. Os sacerdotes são instruídos sobre os rituais de luto e os defeitos corporais aceitáveis. A blasfêmia deve ser punida com a morte e regras são impostas sobre o que se pode comer dos sacrifícios; o calendário e as regras para os anos de Jubileu e Sabáticos são explicados; além disso, há regras para as lâmpadas de óleo e o pão no santuário; e regras sobre a escravidão. O código termina alertando os israelitas que eles precisam escolher entre a lei e a prosperidade por um lado ou, por outro, punições horríveis, incluindo o banimento, a pior delas.
O capítulo vinte e sete é muito diferente dos demais e provavelmente é uma adição posterior. Ele trata de pessoas e coisas dedicadas a Deus e como juramentos podem ser redimidos se não puderem ser cumpridos.

### Estrutura

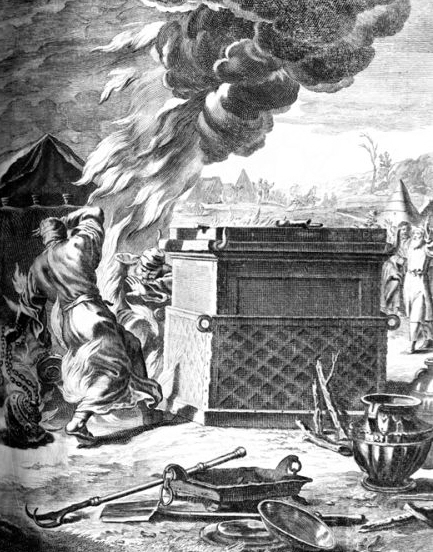
Morte de Nadabe e Abiú, narrada em.

A estrutura apresentada pelos comentários de diversos autores são similares, mas não idênticas. Compare as de Wenham, Hartley, Milgrom e Watts.
I. Leis sobre sacríficio (1:1–7:38):
A. Instruções para os leigos e suas oferendas (1:1–6:7);
1–5. Os tipos de oferta: imoladas, cereal, paz, purificação, ofertas de reparação (caps. 1–5);
B. Instruções aos sacerdotes (6:1–7:38):
1–6. As várias oferendas incluindo a oferta de cereais dos sacerdotes (6:1–7:36);
7. Sumário (7:37–38);
II. Instituição do sacerdócio (8:1–10:20):
A. Ordenação de Aarão e seus filhos (cap. 8);
B. Aarão realiza os primeiros sacrifícios (cap. 9);
C. Julgamento de Nadabe e Abiú (cap. 10);
III. Impurezas e seu tratamento (11:1–15:33):
A. Animais impuros (cap. 11);
B. Impurezas provocadas pelo parto (cap. 12);
C. Doenças impuras (cap. 13);
D. Purificação das doenças (cap. 14);
E. Líquidos corporais impuros (cap. 15);
IV. Dia do Perdão: purificação do Tabernáculo dos efeitos do pecado e das impurezas (cap. 16);
V. Prescrições para a santidade prática (o Código da Santidade), caps. 17–26):
A. Sacrifícios e comida (cap. 17);
B. Comportamento sexual (cap. 18);
C. Boa vizinhança (cap. 19);
D. Crimes graves (cap. 20);
E. Regras para sacerdotes (cap. 21);
F. Regras para refeições sacrificadas (cap. 22);
G. Festivais (cap. 23);
H. Regras para o Tabernáculo (cap. 24:1–9);
I. Blasfêmia (cap. 24:10–23);
J. Anos de Júbilo e Sabáticos (cap. 25);
K. Exortação à obediência da lei: benção e maldição (cap. 26).
V. Redenção de juramentos (cap. 27).

## Composição

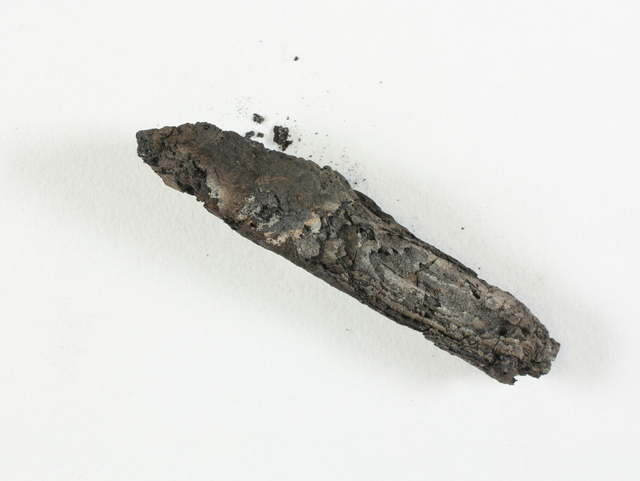
Fragmento queimado de Ein Gedi, identificado como sendo parte de, o mais antigo fragmento da Torá fora dos manuscritos do Mar Morto.

A maioria dos estudiosos aceita que o Pentateuco recebeu sua forma final durante o período persa (538–332 a.C.), depois de um longo período de desenvolvimento.
O livro inteiro é composto de literatura sacerdotal. Os estudiosos avaliam os capítulos 1 a 16 (o "Código Sacerdotal") e os capítulos 17 a 26 (o "Código da Santidade") como sendo obra  de duas escolas relacionadas, mas, apesar de empregar os mesmos termos técnicos do Código Sacerdotal, o Código da Santidade amplia seu significado de puramente ritual para um material teológico e moral, transformando-o num modelo para a relação de Israel com Deus. O Tabernáculo é santificado pela presença de Deus e é mantido longe das impurezas e do pecado para que Deus possa viver no meio de Israel enquanto Israel estiver purificado (santificado) e se mantiver separado de outros povos. As instruções rituais do Código Sacerdotal aparentemente tiveram origem nas instruções e respostas práticas sobre assuntos rituais. O Código da Santidade era considerado um documento separado posteriormente incorporado no Levítico, mas aparentemente seus autores foram editores que trabalharam com base no Código Sacerdotal e produziram o Levítico como conhecemos hoje.
Um texto queimado foi escavado numa antiga sinagoga em Ein Gedi em 1970 e foi datado por radiocarbono no final do século V. Estudos recentes identificaram versículos do segundo capítulo do Levítico, o que o torna o mais antigo trecho da Torá já descoberto além dos manuscritos do Mar Morto. O texto estava ilegível até ser analisado com um micro tomógrafo computadorizado, que produziu imagens em 3D do rolo. Foi também a primeira vez que um rolo da Torá foi encontrado numa antiga sinagoga.

### Hipótese documental
A maioria dos estudiosos bíblicos modernos acreditam que a Torá (os cinco primeiros livros do Antigo Testamento) chegaram à sua forma presente no período pós-exílio (depois de 520 a.C.), quando tradições mais antigas, orais e escritas, "detalhes geográficos e demográficos contemporâneos, mas, ainda mais importante, as realidades políticas da época" foram levados em consideração. Os cinco livros são geralmente descritos na hipótese documental como se baseando em quatro "fontes" (entendidas como escolas literárias e não indivíduos): a javista e a eloista (frequentemente entendidas como uma única fonte), a fonte sacerdotal e a deuteronomista. Ainda há discussões sobre a origem das fontes não-sacerdotais, mas há consenso que esta é pós-exílio;
- Gênesis: composto principalmente de material sacerdotal e não-sacerdotal;[26]
- Êxodo: uma antologia baseada em fontes de quase todos os períodos da história de Israel;[27]
- Levítico: inteiramente sacerdotal e do período do exílio ou posterior;[28]
- Números: uma edição sacerdotal de um original não-sacerdotalMcDermott, John J (2002). Reading the Pentateuch: a historical introduction. [S.l.]: Pauline Press. p. 21. ISBN 9780809140824</ref>;
- Deuteronômio: originalmente um conjunto de leis religiosas, foi ampliado no início do século VI para servir de introdução para a história deuteromística (os livros de Josué e Reis) e, posteriormente, foi separado desta história, ampliado e editado novamente e anexado à Torá.[29]

### Seções segundo as porções semanais da Torá no judaísmo
As subdivisões são as seguintes:
- Vayikra, sobre Levítico 1–5: Leis dos sacrifícios;
- Tzav, sobre Levítico 6–8: sacrifícios, ordenação dos sacerdotes;
- Shemini, sobre Levítico 9–11: Tabernáculo consagrado, fogo estrangeiro, leis alimentícias;
- Tazria, sobre Levítico 12–13: parto, doenças de pele, roupas;
- Metzora, sobre Levítico 14–15: doenças de pele, casas infectadas, líquidos genitais;
- Acharei Mot, sobre Levítico 16–18: Yom Kipur, ofertas centralizadas, práticas sexuais;
- Kedoshim, sobre Levítico 19–20: santidade, penalidades pelas transgressões;
- Emor, sobre Levítico 21–24: regras para sacerdotes, dias santos, iluminação e pão, o blasfemo;
- Behar, sobre Levítico 25–25: ano sabático, limites à escravidão por dívida
- Bechukotai, sobre Levítico 26–27: bençãos e maldições, remissão de juramentos

## Temas

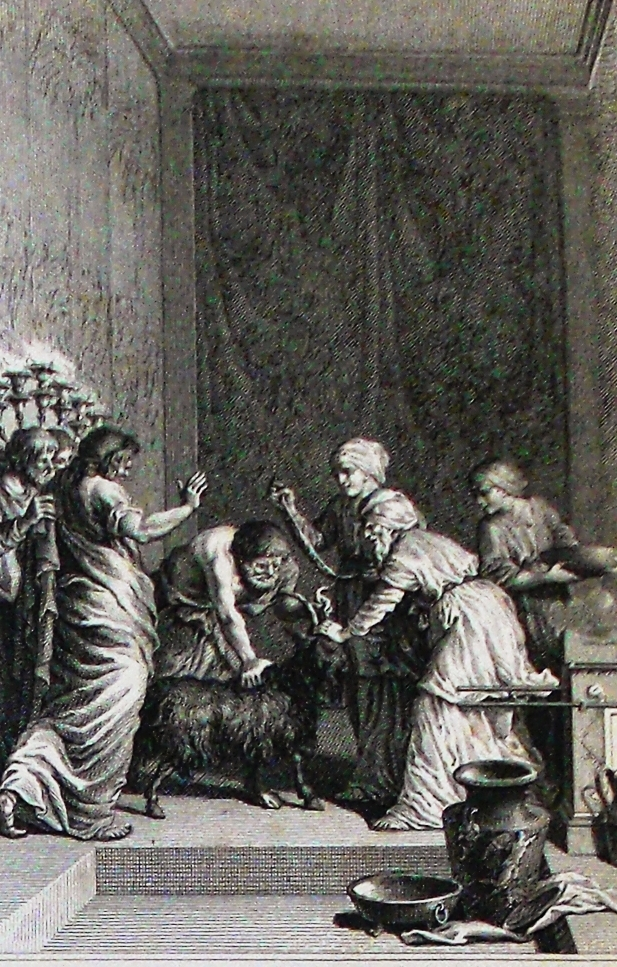
Bode expiatório, o animal libertado anualmente pelos judeus no Dia do Perdão segundo.

### Sacrifício e ritual
Muitos estudiosos defendem que os rituais do Levítico tem um significado teológico sobre a relação de Israel com Deus, especialmente Jacob Milgrom. Ele defende que as regras sacerdotais no Levítico expressam um sistema racional de pensamento teológico. Seus autores esperavam que estas regras fossem postas em prática no Templo de Israel, o que implicaria que os rituais também expressariam essa teologia além de expressarem uma preocupação ética com relação aos pobres. Ele também argumenta que as regras de pureza no Levítico (caps. 11-15) foram baseadas num racional ético. Muitos estudiosos seguiram esta tese(como Balentine e Marx), apesar de alguns, como Watts, terem levantado dúvidas sobre o quão sistemáticas essas regras de fato são. A conclusão é que os rituais não eram entendidos como uma sequência de ações realizadas sem sentido, mas meios pelos quais era mantida a relação entre Deus, o mundo e a humanidade.

### Kehuna(sacerdócio judaico)
A principal função dos sacerdotes é o serviço litúrgico no altar e apenas os filhos de Aarão são sacerdotes no sentido amploEzequiel também faz uma distinção entre os sacerdotes do altar e os levitas de nível mais baixo, mas, em Ezequiel, os primeiros são chamados de "filhos de Zadoque" ao invés de filhos de Aarão. Muitos estudiosos vêem nesta discrepância um resquício de conflitos entre as diferentes facções sacerdotais da época do Primeiro Templo já resolvidas na época do Segundo Templo na forma de uma hierarquia de sacerdotes do altar aaronitas e levitas de nível menor (incluindo cantores, guardas do Templo e similares).
No capítulo 10, Deus fulmina Nadabe e Abiú, os filhos mais velhos de Aarão, por ofertarem "incenso estranho". Comentaristas já propuseram várias mensagens sobre este incidente: um reflexo de conflitos entre facções sacerdotais no período pós-exílio (Gerstenberger) ou um alerta contra a oferta de incenso no Templo, o que poderia trazer o risco de invocar deuses estranhos (Milgrom). Seja como for, o santuário foi poluído pelos corpos dos dois sacerdotes mortos, o que deu início à narrativa sobre o tema seguinte, a santidade.

### Impurezas e pureza
A pureza ritual era essencial para que um israelita pudesse se aproximar de Javé e para que pudesse permanecer como parte da comunidade. As impurezas ameaçavam a santidade e a pureza devia ser mantida pela observância de inúmeras regras sobre os mais diversos assuntos da vida cotidiana e religiosa.

### Perdão
Através do sacrifício, o sacerdote "expia" um pecado e o ofensor é perdoado (apenas se Deus aceitar o sacrifício, pois o perdão só vem de Deus). Os rituais de expiação envolvem sempre o sangue, derramado ou aspergido, como símbolo da "força vital" da vítima: o sangue tem o poder de limpar ou absorver o pecado. O papel do perdão é refletido estruturalmente na divisão em duas partes do livro: os capítulos 1 a 16 tratam do estabelecimento dos rituais e locais de expiação e os capítulos 17 a 27 tratam da vida da comunidade expiada em santidade.

### Santidade
O tema principal dos capítulos 17 a 26 é uma frase repetida várias vezes: «Sereis santos; pois eu, Javé, vosso Deus, sou santo» (Levítico 19:2). Santidade em Israel na época tinha um significado diferente do que o moderno: é possível que ela fosse considerada como a "divindade" de Deus, uma força que, apesar de invisível, era física e potencialmente perigosa. Objetos específicos ou dias da semana podiam ser santos, mas sua santidade era derivada de sua relação com Deus: o sétimo dia (sabá, o Tabernáculo e os sacerdotes derivavam sua santidade de Deus. Por causa disto, Israel tinha que manter sua própria santidade para que pudesse viver seguramente ao lado de Deus.
A necessidade de santidade estava também relacionada à posse da Terra Prometida (Canaã), onde os judeus tornar-se-iam um povo santo: «Não fareis segundo as obras da terra do Egito, em que habitastes; não fareis segundo as obras da terra de Canaã, na qual eu vos hei de introduzir; nem andareis segundo os seus estatutos» (Levítico 18:3).

## Tradições posteriores

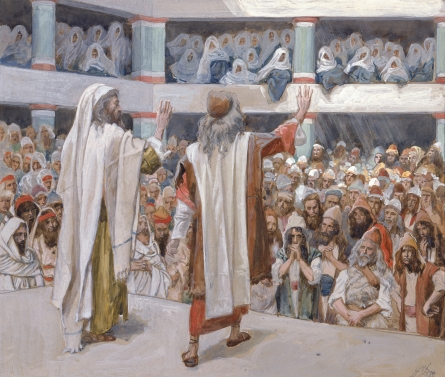
Moisés e Aarão falam aos israelitas.
1896 a 1902. Por James Tissot, atualmente no Jewish Museum de Nova Iorque.

Levítico, como parte da Torá, tornou-se o livro legal do Segundo Templo de Jerusalém e também do templo samaritano. Evidências de sua influência foram encontrados entre os manuscritos do Mar Morto, incluindo fragmentos de dezessete manuscritos do Levítico datando dos séculos III a I a.C. Muitos outros manuscritos citam o livro, especialmente o Rolo do Templo e 4QMMT.
As instruções do Levítico sobre os sacrifícios animais não são mais observadas por judeus ou cristãos deste o século I. Por causa da destruição do Templo, em 70 a.C., a adoração judaica se focou na oração e no estudo da Torá. Ainda assim, o Levítico ainda é uma importante fonte do direito judaico e é tradicionalmente o primeiro livro ensinado às crianças no sistema rabínico de educação. Há duas principais Midrashim sobre o Levítico: uma halaquica (Sifra) e outra mais agádica ("Vaicrá Rabá").
O Novo Testamento, particularmente a Epístola aos Hebreus, utiliza ideias e imagens do Levítico para descrever Cristo como o sumo-sacerdote que oferece seu próprio sangue como oferta pela remissão dos pecados. Com base nesta doutrina, os cristãos também não realizam sacrifícios animais, como sumariza Gordon Wenham: "Com a morte de Cristo, a única e suficiente 'oferta imolada' foi oferecida de uma vez por todas".  O nacionalismo também passou a ser interpretado a posteriori pela tradição bíblica quando se afirma que a terra é apenas uma concessão divina ao seu povo, não podendo então ser vendida.

Alguns cristãos defendem a justificativa que a Nova Aliança superou (ou substituiu) as leis rituais do Antigo Testamento, o que inclui muitas das regras no Levítico. Mas as diversas denominações cristãs diferem, porém, sobre quais regras e regulações morais devem ou não ser cumpridas.